# William Franklin Blair
Pour les articles homonymes, voir Blair.
 (janvier 2019).
Si vous disposez d'ouvrages ou d'articles de référence ou si vous connaissez des sites web de qualité traitant du thème abordé ici, merci de compléter l'article en donnant les références utiles à sa vérifiabilité et en les liant à la section « Notes et références ».
William Franklin Blair est un zoologiste américain, né le 25 juin 1912 à Dayton au Texas et mort le 9 février 1984 à Austin.

## Biographie
Avec son frère Albert Patrick Blair (1913-2004), également zoologiste, il découvre la nature alors que la famille vivait à Tulsa en Oklahoma. Il étudie à l’université de Tulsa et y obtient son Bachelor of Sciences en 1934 puis à l’université de Floride et y obtient son Master of Sciences en 1935. Enfin, il obtient son doctorat à l’université du Michigan en 1938 sous la direction du zoologiste Lee Raymond Dice (1887-1977).
Il travaille brièvement dans cette dernière université avant de servir dans les forces aériennes américaines durant la Seconde Guerre mondiale. Après guerre, il fait l’essentiel de sa carrière à l’université du Texas où il est assistant en 1946, professeur en 1955 jusqu’à son départ à la retraite en 1982.
Blair travaille principalement sur les mammifères mais fait également paraître des travaux sur les amphibiens. Outre ses nombreuses publications, il exerce une influence profonde sur de nombreux étudiants et dirige près de cinquante doctorants, la plupart sur des sujets liés à l’herpétologie.
Une espèce de serpent, Lampropeltis blairi, est nommée en son honneur. Aujourd'hui cette espèce est considérée comme un morphe de l'espèce Lampropeltis alterna.

## Œuvres
Il est l’auteur de nombreuses publications dont Vertebrates of the United States (1957), The Rusty Lizard: A Population Study (1960), Evolution in the Genus Bufo (1972) et Big Biology : The U.S.-I.B.P. (1977).